# Distretto di Fenoughil
Il distretto di Fenoughil è un distretto della provincia di Adrar, in Algeria, con capoluogo Fenoughil.

## Comuni
Il Distretto di Fenoughil comprende 3 comuni:
- Fenoughil
- Tamantit
- Tamest